# Ofensiva din nordul Irakului din 2014
Ofensiva din nordul Irakului din 2014 se referă la un conflict armat între forțele militare ale statului irakian și organizația teroristă SIIL. În iunie 2014, Statul Islamic din Irak și Levant (abreviat SIIL) și forțele aliate au început o ofensivă majoră în nordul Irakului împotriva guvernului irakian, ca urmare a unor conflicte care au început în decembrie 2013.
SIIL și forțele aliate au capturat câteva orașe, precum și alte teritorii, pornind cu un atac asupra orașului Samarra în 4 iunie, urmat de un atac asupra orașului Mosul în noaptea de 9 iunie, și asupra orașului Tikrit în 11 iunie. Când forțele guvernului irakian s-au refugiat în sud în 13 iunie, forțele kurde au preluat controlul asupra nodului petrolier din Kirkuk, parte a teritoriilor disputate din Nordul Irakului.
- Forțe de securitate
- Miliții private șiite[4][5].

## Vezi și
- Statul Islamic din Irak și Levant
- Războiul Civil Sirian